# Сабетов, Константин Ильич
Константин Ильич Сабетов (24 июня 1921 года, с. Мановицы, Козловский уезд, Тамбовская губерния — 5 октября 1986 года, ) советский партийный и политический деятель.

## Биография
Родился в 1921 году в селе Мановицы в крестьянской семье. С 8 лет работал подпаском.
В 1941 году, окончив Тамбовский техникум механизации сельского хозяйства (ныне Тамбовский политехнический колледж), возглавил Мичуринскую автоколонну «Союззаготтранс».
В январе 1942 года мобилизован в ряды Красной Армии. Военную службу начал красноармейцем 87-го запасного стрелкового полка 2-й армии Дальневосточного фронта. В феврале 1942 года направлен на учёбу в Благовещенское военно-пехотное училище. До конца Великой Отечественной войны прослужил в нём командиром учебного взвода.
После демобилизации в августе 1946 года поступил на работу заведующим отделом культпросветработы Никифоровского райисполкома.
В июне 1947 года избран секретарём по кадрам Никифоровского райкома ВКП(б). В августе 1948 года направлен на учёбу в Куйбышевскую межобластную партийную школу. По окончании школы в 1950–1952 годах работал секретарём Мучкапского райкома ВКП(б). В 1952–1954 годах — первый секретарь Шапкинского райкома КПСС.
В 1954–1957 годах обучался в Высшей партийной школе при ЦК КПСС, по окончании которой рекомендован Балашовским обкомом на работу первым секретарём Кистендейского райкома КПСС. После реорганизации Балашовской области с ноября 1957 года работал в аппарате Тамбовского обкома КПСС инструктором, затем заместителем заведующего отделом партийных органов.
В ноябре 1958 года избран первым секретарём Красивского райкома КПСС, в ноябре 1959 года — первым секретарём Никифоровского райкома КПСС.
В 1962–1965 годах — парторг, секретарь парткома Тамбовского производственного колхозно-совхозного управления.
В 1965–1985 годах — первый секретарь Тамбовского райкома КПСС.
Избирался делегатом XXII, XXIV, XXVI съездов КПСС, депутатом Верховного Совета РСФСР 6-го и 8-го созывов.

Почётный гражданин Тамбовского района (решение Тамбовского районного Совета народных депутатов №140 от 28 июня 2001 года).

В декабре 2001 года одна из новых улиц посёлка совхоза «Комсомолец» названа его именем.
Умер в 1986 году от сердечного приступа. 
Жена — Раиса Васильевна, работала учительницей французского и немецкого языков. Дети — Галина (род. 1952) и Александр (род. 1955).